# NGC 7495
NGC 7495 is een spiraalvormig sterrenstelsel in het sterrenbeeld Pegasus. Het hemelobject werd op 21 oktober 1885 ontdekt door de Amerikaanse astronoom Lewis A. Swift.

## Synoniemen
- UGC 12391
- MCG 2-59-3
- ZWG 431.6
- IRAS 23064+1146
- PGC 70566